# Annexet
De Annexet is een multifunctionele arena in de Zweedse hoofdstad Stockholm en is onderdeel het grotere Stockholm Globe City complex. In dit gebouw dat in 1965 werd voltooid en een capaciteit van 3.950 toeschouwers heeft wordt voornamelijk gebruikt voor concerten, handelsbeurzen en ijshockeywedstrijden. 
Het gebouw werd ontworpen door Berg Arkitektkontor AB en is vlak naast de Ericsson Globe en de Tele2 Arena gelegen. 